# Forces de défense aérienne ukrainiennes
La Force aérienne de défense ukrainienne (en ukrainien : Війська протиповітряної оборони України, romanisé en Viïska protipovitrianoï oboroni Ukrayiny) était une de la branche aérienne des Forces armées de l'Ukraine.
Elle assurait la défense anti-aérienne du territoire et fut créée sur la base de la 8e armée aérienne soviétique, le général  Mikhaïl Lopatin assurant la transition entre les deux structures.

## Structure
Elle se composait de deux cent soixante-dix avions de combat en sept régiments utilisant : 80 Su-15s, 110 MiG-23s et 80 MiG-25s. En 1994 elles étaient réparties en trois régions :
- région centre : 146e, 636e et 933e régiments d'aviation
- région sud  : 62e et 737e régiments d'aviation
- région ouest : 92e, 179e et 894e régiments d'aviation.
- Le commandement général à Kiev[1] :
  - 228e Régiment mixte aérienne de Kiev-Jouliany), unité de liaison et de services volant sur An-26, An-24 et Mi-8.
  - le 28e Corps de défense à Lviv,
  - le 49e Corps de défense à Kiev,
  - le 60e Corps de défense à Odessa.